# Denis Brennan
Denis Brennan (ur. 20 czerwca 1945 w Enniscorthy) – irlandzki duchowny katolicki, biskup Ferns w latach 2006–2021.

## Życiorys
Święcenia kapłańskie otrzymał 31 maja 1970 i został inkardynowany do diecezji Ferns. Pracował przede wszystkim jako duszpasterz parafialny, był także m.in. dyrektorem House of Missions, dziekanem dekanatu Wexford oraz delegatem biskupim ds. ochrony dzieci.
1 marca 2006 papież Benedykt XVI mianował go ordynariuszem diecezji Ferns. Sakry udzielił mu 23 kwietnia 2006 arcybiskup metropolita Dublina - Diarmuid Martin. 11 czerwca 2021 papież Franciszek przyjął jego rezygnację z pełnionego urzędu. 